# Bitterley
Bitterley – wieś w Anglii, w hrabstwie Shropshire. Leży 35 km na południe od miasta Shrewsbury i 200 km na północny zachód od Londynu.